# Adam-Mickiewicz-Denkmal (Lwiw)

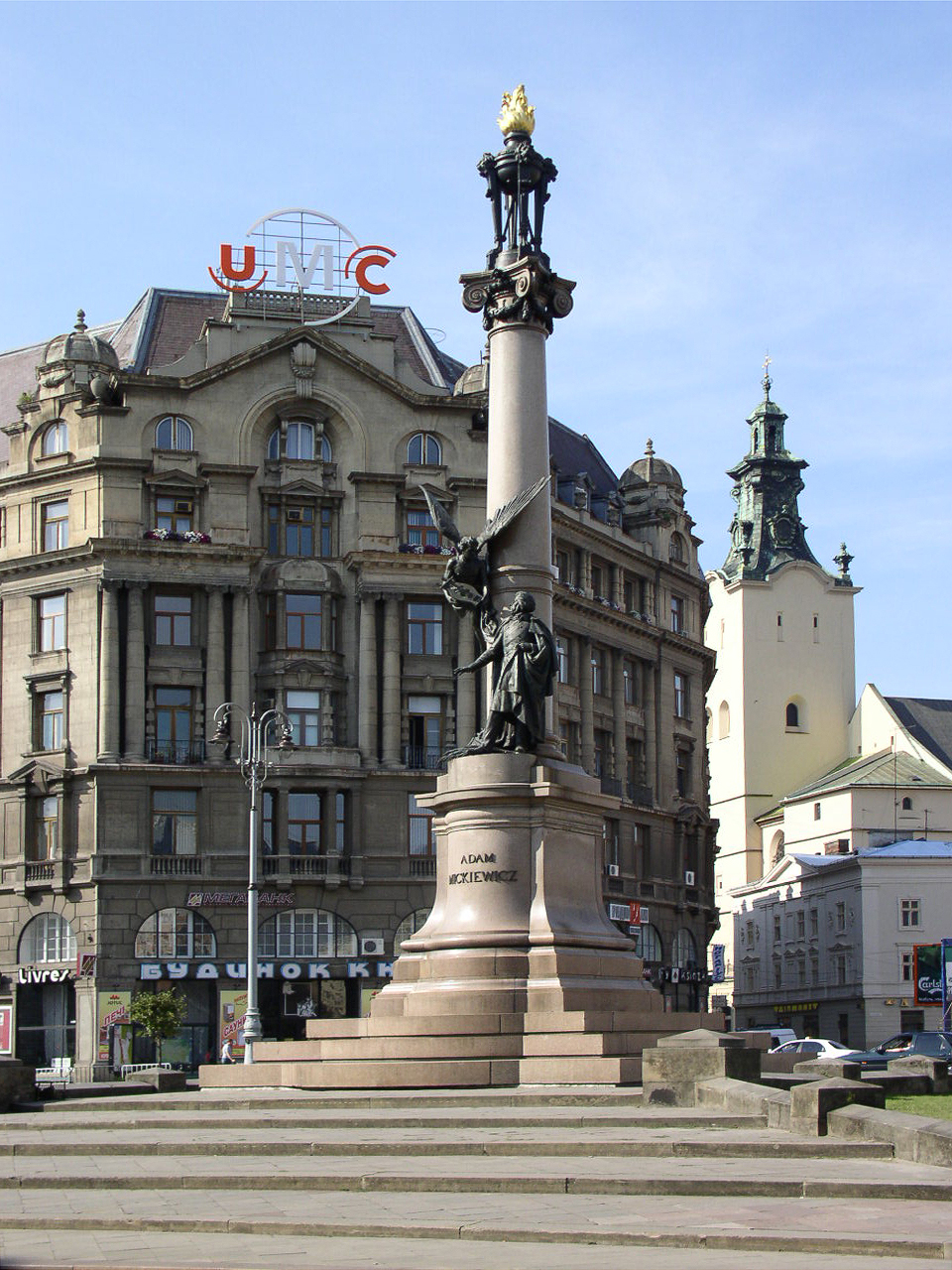
Adam-Mickiewicz-Denkmal

Das Adam-Mickiewicz-Denkmal wurde 1904 am damaligen Marienplatz in Lemberg, dem heute ukrainischen Lwiw, enthüllt.
Das Monument gehört zu den wenigen polnischen Denkmälern, die die stürmischen Ereignisse des 20. Jahrhunderts unbeschädigt überstanden haben.
Die Idee entstand anlässlich des hundertjährigen Jubiläums der Geburt des bedeutendsten polnischen Dichters Adam Mickiewicz. In den Wettbewerbsrichtlinien war die Säulenform vorgegeben. Aus 28 eingereichten Projekten wählte man das Werk von Antoni Popiel, das den Dichter vor der Säule stehend mit der über ihm schwebenden Gestalt eines geflügelten Genies mit einer Lyra in der Hand darstellte. Die Säule wurde mit einer vergoldeten Nachbildung eines ewigen Feuers gekrönt.
Am 16. November 1899 stellte Popiel die endgültige Fassung des Entwurfes vor. Der von den K. u. K. österreichisch-ungarischen Behörden genehmigte Bau wurde am 25. Oktober 1904 abgeschlossen und am 30. Oktober feierlich enthüllt. Seither steht das 21 Meter hohe Monument unverändert und unbeschädigt an seiner Stelle im Zentrum Lembergs.
In der Zwischenzeit wurde Lemberg, die Hauptstadt des Königreichs Galizien und Lodomerien, 1918–1939 polnisch, dann fiel es für zwei Jahre unter die Sowjetherrschaft, wurde 1941–1944 Hauptstadt des Distrikts Galizien im Generalgouvernement, anschließend wieder in die Sowjetunion eingegliedert und schließlich zu einer wichtigen Stadt der Ukraine. Der Marienplatz wurde in Adam-Mickiewicz-Platz (ukr. Площа Міцкевича) umbenannt, die benachbarte Marienstatue zunächst niedergerissen und dann wiedererrichtet.